# Le Cercueil
Le Cercueil – miejscowość i gmina we Francji, w regionie Normandia, w departamencie Orne.
Według danych na rok 1990 gminę zamieszkiwało 120 osób, a gęstość zaludnienia wynosiła 9 osób/km² (wśród 1815 gmin Dolnej Normandii Cercueil plasuje się na 766. miejscu pod względem liczby ludności, natomiast pod względem powierzchni na miejscu 306.).